# Angèle Dubos
Angèle Dubos (n. 22 decembrie 1844, Laigle, Basse-Normandie, Franța – d. 26 noiembrie 1916, Sainte-Gauburge-Sainte-Colombe, Basse-Normandie, Franța) a fost o pictoriță franceză din Normandia. S-a născut sub numele Laure Constance Angèle Dubos în 1844, în L'Aigle, în nordul Franței, și și-a expus lucrările la Salonul de la Paris.

## Biografie
Născută în 1844 în departamentul Orne, Angèle a învățat pictura la Paris fiind eleva pictorului francez Charles Chaplin (1825-1891). Încă de la început, calitatea lucrărilor sale a atras atenția. Astfel, când a expus La Prière la Salonul din 1866, un cronicar al revistei Le Foyer a scris„... un talent care s-a făcut remarcat într-un mod atât de naiv și emoționant, dezvăluind calități serioase și bune, prevestind un viitor artistic promițător pentru domnișoara Dubos”.
A fost foarte activă în expoziții de artă, atât pariziene, cât și regionale, din 1867 până în 1884. În 1873, a câștigat medalia de aur la o expoziție din Caen cu pictura Rolande. Lucrarea a fost achiziționată apoi de municipalitate pentru muzeul său. Tehnica lui Dubos a fost recunoscută și apreciată de colegii ei și de critici. În 1876, un critic a remarcat, cu ocazia Salonului din acel an, unde a expus lucrarea La Sultane: „Pictează într-un mod plăcut, cu entuziasm, ușurință și delicatețe în execuție”. În 1886, în La Revue Normande et Parisienne, a fost menționată drept una dintre cele mai bune eleve a lui Chaplin, când a expus desenul Le Déjeûner de Mlle Rose.
Angèle s-a căsătorit când se apropia de vârsta de 60 de ani, în iunie 1901, cu Pierre Louis Bourdon, șeful poștei din Corrèze.
Pictura Un cântec nou, datată 1879, a fost inclusă în cartea din 1905 Pictorițe ale lumii.
A fost membră a Academiei Normande. Data morții ei este necunoscută, deși s-a propus 26 noiembrie 1916.

## Lucrări selectate
- La Prière (1866) [10]
- Rolande (1873) [10]
- În cameră (1876) [10]
- La Sultane (1876) [10]
- Un cântec nou (1879) [10]